# Айснер, Уилл
Уилл Айснер (полное имя — Уильям Эрвин Уилл Айснер, англ. William Erwin Will Eisner; 6 марта 1917, Нью-Йорк — 3 января 2005) — американский художник, издатель, сценарист еврейского происхождения. Считается одним из «отцов» современного комикса.

## Биография
Уилл Айснер — передовой и влиятельный иллюстратор, которого часто называют «отцом» графического романа. Айснер начал рисовать комиксы в 1930-х годах в Нью-Йорке. Первое своё произведение «Контракт с Богом» опубликовал в 1938 году. В «новелле» автор рассказал о собственном детстве. В 1940 году в свет выходит газетное приложение «The Spirit» (с англ. — «Дух»), учредителем которого стал Уилл Айснер. В приложение входили три комикса, главным героем истории стал детектив Денни Кольт. «The Spirit» имел колоссальный успех. Наибольшим успехом из его работ обладает «The Spirit» (1940-52) — газетная полоса комиксов о саркастичном и скрытом под маской детективе. После того как он закончил этот проект, Айснер был издателем и иллюстратором коммерческих и образовательных комиксов вплоть до 1970-х годов. К тому времени его работа над «The Spirit» была вновь открыта новым поколением фанатов и художников, Айснер оставил мир издательства, чтобы сосредоточиться на обучении и творческих проектах.
Он стал работать с тем, что он назвал «последовательное искусство», и изучал возможности повествования и традиционные комиксы. Его книга 1978 года «Контракт с Богом» считается первым графическим романом — жанром, над которым Айснер работал до конца своей карьеры. Его другие графические романы включают «Строительство» (1987), «Последний день во Вьетнаме» (2000) и «Фейгин — Еврей» (2003). Он также является автором двух научно-популярных книг: «Комиксы и последовательное искусство» (1985) и «Графическое повествование» (1996). Незадолго до смерти Айснер закончил графический роман «Plot: The Secret Story of The Protocols of the Elders of Zion» (англ. «Заговор: Тайная история „Протоколов сионских мудрецов“»).
В конце 1930-х годов Айснер и Джерри Иджер владели «Eisner and Iger Studio», которая была первоначальным домом для будущих легенд мира комиксов Боба Кейна (создатель Бэтмена) и Джека Кирби (партнер Стэна Ли и один из создателей Человека-Паука).
Премия Айснера учреждена в 1988 году и вручается на ежегодной встрече представителей искусства комиксов «Comic-Con», она является одной из самых уважаемых наград в отрасли комиксов.

## Книги
- Odd Facts (1975, Tempo Star Books) (ISBN 0-441-60918-X)
- A Contract with God (1978, Baronet Books ISBN 0-89437-035-9; DC Comics' reissue ISBN 1-56389-674-5)
- Will Eisner Color Treasury (1981, Kitchen Sink) (ISBN 0-87816-006-X)
- Robert’s Rules of Order (1982, Poor House Press) (ISBN 0-553-22598-7)
- Spirit Color Album (1981, Kitchen Sink) (ISBN 0-87816-002-7)
- Spirit Color Album, v2 (1983, Kitchen Sink) (ISBN 0-87816-010-8)
- Spirit Color Album, v3 (1983, Kitchen Sink) (ISBN 0-87816-011-6)
- Life on Another Planet (1983) (ISBN 0-87816-370-0)
- Comics and Sequential Art (1985) (ISBN 0-9614728-0-4)
- New York: The Big City (1986) (ISBN 0-87816-020-5 softcover and ISBN 0-87816-019-1 hardcover) (reprinted in 2000, ISBN 1-56389-682-6)
- The Dreamer (1986) (ISBN 1-56389-678-8)
- The Building (1987) (ISBN 0-87816-024-8)
- A Life Force (1988) (ISBN 0-87816-038-8)
- Art of Will Eisner (1989 2nd ed, Kitchen Sink) (ISBN 0-87816-076-0)
- Outer Space Spirit (1989 Kitchen Sink) (ISBN 0-87816-012-4)
- To the Heart of the Storm (1991) (ISBN 1-56389-679-6)
- The Will Eisner Reader (1991) (ISBN 0-87816-129-5)
- Invisible People (1993) (ISBN 0-87816-208-9)
- Dropsie Avenue (1995) (ISBN 0-87816-348-4)
- Will Eisner Sketchbook (1995, Kitchen Sink) (ISBN 0-87816-399-9 softcover and ISBN 0-87816-400-6 hardcover)
- Christmas Spirit (1995 Kitchen Sink) (ISBN 0-87816-309-3)
- Spirit Casebook (1990 Kitchen Sink) (ISBN 0-87816-094-9)
- Graphic Storytelling and Visual Narrative (1996) (ISBN 0-9614728-3-9)
- The Princess and the Frog (1996) (ISBN 1-56163-244-9)
- All About P’Gell: Spirit Casebook II (1998 Kitchen Sink) (ISBN 0-87816-492-8)
- A Family Matter (1998) (ISBN 0-87816-621-1)
- Last Day in Vietnam (2000) (ISBN 1-56971-500-9)
- The Last Knight (2000) (ISBN 1-56163-251-1)
- Minor Miracles (2000) (ISBN 1-56389-751-2)
- The Spirit Archives: [No Eisner work in vols. 5-11]
  - Volume 1 (2000, Fall 1940) (ISBN 1-56389-673-7)
  - Volume 2 (2000, Spring 1941) (ISBN 1-56389-675-3)
  - Volume 3 (2001, Fall 1941) (ISBN 1-56389-676-1)
  - Volume 4 (2001, Spring 1942) (ISBN 1-56389-714-8)
  - Volume 12 (2003, Spring 1946) (ISBN 1-4012-0006-0)
  - Volume 13 (2004, Fall 1946) (ISBN 1-4012-0149-0)
  - Volume 14 (2004, Spring 1947) (ISBN 1-4012-0158-X)
  - Volume 15 (2005, Fall 1947) (ISBN 1-4012-0162-8)
  - Volume 16 (2005, Spring 1948) (ISBN 1-4012-0406-6)
  - Volume 17 (2006, Fall 1948) (ISBN 1-4012-0417-1)
  - Volume 18 (2006, Spring 1949) (ISBN 1-4012-0769-3)
  - Volume 19 (2006, Fall 1949) (ISBN 1-4012-0775-8)
  - Volume 20 (2006, Spring 1950) (ISBN 1-4012-0781-2)
  - Volume 21 (2007, Fall 1950) (ISBN 1-4012-1254-9)
  - Volume 22 (2007, Spring 1951) (ISBN 1-4012-1309-X)
- Will Eisner’s Shop Talk (2001, Dark Horse Comics) (ISBN 1-56971-536-X)
- Fagin the Jew (2003) (ISBN 0-385-51009-8)
- Hawks of the Seas (2003, Dark Horse Comics) (ISBN 1-56971-427-4)
- The Name of the Game (2003) (ISBN 1-56389-869-1)
- Will Eisner’s John Law: Dead Man Walking (2004, IDW) (Softcover ISBN 1-932382-27-5, Hardcover ISBN 1-932382-83-6)
- The Plot: The Secret Story of The Protocols of the Elders of Zion (2005, WW Norton) (ISBN 0-393-06045-4)
- The Contract With God Trilogy: Life on Dropsie Avenue (2005, WW Norton) (ISBN 0-393-06105-1) (anthology collecting A Contract With God, A Life Force and Dropsie Avenue)
- New York: Life In the Big City (2006, WW Norton) (ISBN 0-393-06106-X) (anthology collecting New York: the Big City, The Building, City People Notebook and Invisible People)
- Life, In Pictures (2007, WW Norton) (ISBN 0-393-06107-8) (anthology collecting The Dreamer,To The Heart of The Storm,and The Name of the Game, along with the short stories A Sunset in Sunshine City and The Day I Became a Professional)

## Сценарист
- Мститель (2008), The Spirit, книга
- Дух (ТВ) (1987), The Spirit, книга
- Шина — королева джунглей (1984)
- Шина: Королева джунглей (сериал) (1955)
- Чёрный ястреб: Бесстрашный поборник свободы (1952)

## Актер
- Comic Book Confidential (1988) (Играет самого себя)
- Masters of Comic Book Art, The (1987) (играет самого себя)